# الفردو بن نبوهان
الفردو بن نبوهان (بالفرنسية: El Fardou Ben Nabouhane)‏ هو لاعب كرة قدم قمري مايوتي في مركز الهجوم ولد في يوم 10 يونيو 1989 في قرية باسمانتي في جزيرة مايوت، يلعب حالياً مع فريق النجم الأحمر بلغراد منذ 12 يناير 2018 حيث تعاقد معه النادي لمدة عامين مقابل 500 ألف يورو بعقد قيمته مليون يورو. كان بن نبوهان يلعب مع نادي بانيونيس في اليونان كمعار من نادي أولمبياكوس وسبق له اللعب مع نادي ليفادياكوس ونادي فيريا ونادي فان ونادي لوهافر ونادي سانت بيروز، في سنة 2014 بدأ باللعب مع منتخب جزر القمر لكرة القدم ويبلغ طوله 173 سم.

## روابط خارجية
- الفردو بن نبوهان على موقع رابطة كرة القدم الفرنسية للمحترفين (الإنجليزية)
- الفردو بن نبوهان على موقع قاعدة بيانات كرة القدم.إي يو (الإنجليزية)
- الفردو بن نبوهان على موقع ليكيب (الفرنسية)
- الفردو بن نبوهان على موقع ناشيونال فوتبول تيمز (الإنجليزية)
- الفردو بن نبوهان على موقع Soccerway.com (الإنجليزية)
- الفردو بن نبوهان على موقع AS.com (الإسبانية)